# 国立ミュージカルスタジオ
国立ミュージカルスタジオ（くにたちミュージカルスタジオ）は、東京都国立市東1丁目にある株式会社KMSプロモーション系列のミュージカルスタジオ芸能事務所。
2017年9月1日、国立ミュージカルスタジオ・劇団国立ミュージカル・マネージメントの3部門を導入。代表は饗庭大輔。

## 所属タレント
この事務所では、バレエ・ジャズ・タップ・ボーカルなどのレッスンを受けながら、希望者は、劇団国立ミュージカルの所属者としてオーディションや仕事の依頼を受けることができる。
2020年現在
- 涌井 伶
- 池田 里菜
- 藤代 洸香
- 宮島 里奈
- 千葉 はるな
- 辻 柚花
- 須賀 美紀
- 児玉 小雪
- 篠原 優奈
- 藤代 深月
- 辻 花梨